# Cratere Mirzakhani
Mirzakhani è un cratere lunare di 5 km situato nella parte sud-orientale della faccia visibile della Luna.